# مشعل بسكرة
مشعل الزيبان بسكرة هو نادي كرة قدم جزائري نسائي . يلعب في دوري الدرجة الأولى في الدوري الجزائري تأسس سنة 2000 .